# Jurica Pavlic

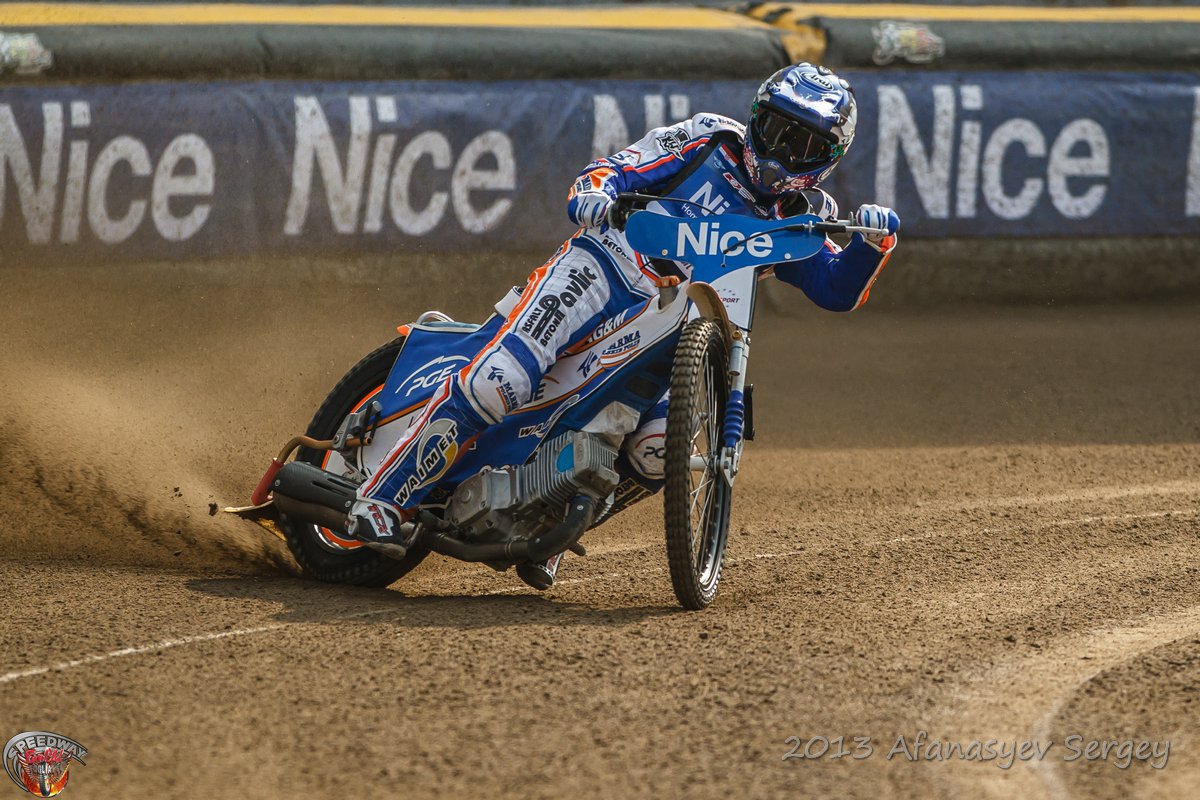

Jurica Pavlic (ur. 14 czerwca 1989 w Goričanie) – chorwacki żużlowiec.

## Życiorys

### Kariera sportowa
Indywidualny mistrz Europy seniorów (2007) oraz juniorów (2006). Pierwszy Chorwat w historii, który wystartował w cyklu Grand Prix oraz pierwszy, który awansował do finału jednej z rund (Goričan 2012). W roku 2007 zadebiutował w polskiej Ekstralidze. W 2007 i 2010 roku zdobył złote medale drużynowych mistrzostw Polski z Unią Leszno. Zwycięzca Zlatej Přilby w Pardubicach (2015). Dwunastokrotny indywidualny mistrz Chorwacji (tytuł zdobywał co roku w latach 2003–2009 i 2012–2016). 
W październiku 2020 poinformował o zakończeniu kariery sportowej.

### Życie prywatne
Syn Zvonko Pavlica, również żużlowca.

## Przynależność klubowa
Polska
- TŻ Lublin (2006)
- Unia Leszno (2007–2012)
- PGE Marma Rzeszów (2013)
- Sparta Wrocław (2014)
- GKM Grudziądz (2015)
- Unia Leszno (2017)
- Start Gniezno (2018–2020)

Wielka Brytania
- Swindon Robins (2008–2009)

Szwecja
- Elit Vetlanda (2009)

Chorwacja
- SK Unia Goričan

## Starty w Grand Prix (Indywidualnych Mistrzostwach Świata na żużlu)

### Punkty w poszczególnych zawodachGrand Prix
| Sezon 2007                   |                       |                         |                       |                                |                                 |                          |                        |                                |                          |                            |                   |         |         |         |         |         |         |         |         |         |         |         |         |         |         |        |        |        |        |        |        |        |        |        |        |        |        |        |        |        |        |        |        |        |        |        |        |
| GP Włoch – Lonigo            | GP Europy – Wrocław   | GP Szwecji – Eskilstuna | GP Danii – Kopenhaga  | GP Wielkiej Brytanii – Cardiff | GP Czech – Praga                | GP Skandynawii – Målilla | GP Łotwy – Dyneburg    | GP Polski – Bydgoszcz          | GP Słowenii – Krško      | GP Niemiec – Gelsenkirchen | miejsce           | miejsce | miejsce | miejsce | miejsce | miejsce | miejsce | miejsce | miejsce | miejsce | miejsce | miejsce | miejsce | miejsce | miejsce | punkty | punkty | punkty | punkty | punkty | punkty | punkty | punkty | punkty | punkty | punkty | punkty | punkty | punkty | punkty | punkty | punkty | punkty | punkty | punkty | punkty | punkty |
| –                            | –                     | –                       | –                     | –                              | –                               | –                        | –                      | –                              | 5                        | –                          | 22                | 22      | 22      | 22      | 22      | 22      | 22      | 22      | 22      | 22      | 22      | 22      | 22      | 22      | 22      | 5      | 5      | 5      | 5      | 5      | 5      | 5      | 5      | 5      | 5      | 5      | 5      | 5      | 5      | 5      | 5      | 5      | 5      | 5      | 5      | 5      | 5      |
| Sezon 2010                   |                       |                         |                       |                                |                                 |                          |                        |                                |                          |                            |                   |         |         |         |         |         |         |         |         |         |         |         |         |         |         |        |        |        |        |        |        |        |        |        |        |        |        |        |        |        |        |        |        |        |        |        |        |
| GP Europy – Leszno           | GP Szwecji – Göteborg | GP Czech – Praga        | GP Danii – Kopenhaga  | GP Polski – Toruń              | GP Wielkiej Brytanii – Cardiff  | GP Skandynawii – Målilla | GP Chorwacji – Gorican | GP Nordyckie – Vojens          | GP Włoch – Terenzano     | GP Polski – Bydgoszcz      | miejsce           | miejsce | miejsce | miejsce | miejsce | miejsce | miejsce | miejsce | miejsce | miejsce | miejsce | miejsce | miejsce | miejsce | miejsce | punkty | punkty | punkty | punkty | punkty | punkty | punkty | punkty | punkty | punkty | punkty | punkty | punkty | punkty | punkty | punkty | punkty | punkty | punkty | punkty | punkty |        |
| –                            | –                     | –                       | –                     | –                              | –                               | –                        | 5                      | –                              | –                        | –                          | 23                | 23      | 23      | 23      | 23      | 23      | 23      | 23      | 23      | 23      | 23      | 23      | 23      | 23      | 23      | 5      | 5      | 5      | 5      | 5      | 5      | 5      | 5      | 5      | 5      | 5      | 5      | 5      | 5      | 5      | 5      | 5      | 5      | 5      | 5      | 5      |        |
| Sezon 2012                   |                       |                         |                       |                                |                                 |                          |                        |                                |                          |                            |                   |         |         |         |         |         |         |         |         |         |         |         |         |         |         |        |        |        |        |        |        |        |        |        |        |        |        |        |        |        |        |        |        |        |        |        |        |
| GP Nowej Zelandii – Auckland | GP Europy – Leszno    | GP Czech – Praga        | GP Szwecji – Göteborg | GP Danii – Kopenhaga           | GP Polski – Gorzów Wielkopolski | GP Chorwacji – Gorican   | GP Włoch – Terenzano   | GP Wielkiej Brytanii – Cardiff | GP Skandynawii – Målilla | GP Nordyckie – Vojens      | GP Polski – Toruń | miejsce | miejsce | miejsce | miejsce | miejsce | miejsce | miejsce | miejsce | miejsce | miejsce | miejsce | miejsce | miejsce | miejsce | punkty | punkty | punkty | punkty | punkty | punkty | punkty | punkty | punkty | punkty | punkty | punkty | punkty | punkty |        |        |        |        |        |        |        |        |
| –                            | –                     | –                       | –                     | –                              | –                               | 12                       | –                      | –                              | –                        | –                          | –                 | 21      | 21      | 21      | 21      | 21      | 21      | 21      | 21      | 21      | 21      | 21      | 21      | 21      | 21      | 12     | 12     | 12     | 12     | 12     | 12     | 12     | 12     | 12     | 12     | 12     | 12     | 12     | 12     |        |        |        |        |        |        |        |        |

| Statystyki        | Statystyki |
| ----------------- | ---------- |
| Starty            | 3          |
| Zwycięstwa        | 0          |
| Miejsca na podium | 0          |
| Finalista         | 1          |
| Punkty            | 22         |

## Starty indywidualne
- Indywidualne Mistrzostwa Świata Juniorów
  - 2007 – 4. miejsce
  - 2008 – 3. miejsce
  - 2009 – 2. miejsce

- Indywidualne Mistrzostwa Europy Juniorów
  - 2006 – 1. miejsce
  - 2007 – 2. miejsce

- Indywidualne Mistrzostwa Europy
  - 2006 – 12. miejsce
  - 2007 – 1. miejsce